# Gunung Karangdang
Gunung Karangdang är ett berg i Indonesien.   Det ligger i provinsen Aceh, i den västra delen av landet, 1 600 km nordväst om huvudstaden Jakarta. Toppen på Gunung Karangdang är 1 748 meter över havet, eller 1 094 meter över den omgivande terrängen. Bredden vid basen är 15,1 km.
Terrängen runt Gunung Karangdang är kuperad österut, men västerut är den bergig.Runt Gunung Karangdang är det glesbefolkat, med 17 invånare per kvadratkilometer. I omgivningarna runt Gunung Karangdang växer i huvudsak städsegrön lövskog.